# Rezerwat przyrody Hrušovská lesostep
Rezerwat przyrody Hrušovská lesostep (słow. Národná prírodná rezervácia Hrušovská lesostep) – rezerwat przyrody we wschodniej części Krasu Słowacko-Węgierskiego na Słowacji. Na terenie rezerwatu obowiązuje 4. (w pięciostopniowej skali) stopień ochrony.

## Położenie
Rezerwat leży w granicach katastralnych wsi Hrušov w powiecie Rożniawa w kraju koszyckim. Obejmuje długi na niespełna 1,5 km pas stromych, południowych zboczy na pograniczu Płaskowyżu Silickiego oraz Płaskowyżu Górnego Wierchu. Jego północną granicę stanowi południowa krawędź płaskowyżu na odcinku wyznaczonym w przybliżeniu m.in. kotami 552 i 579 m n.p.m. Na wschodzie sięga prawie po południowy wylot tunelu kolejowego (słow. Jablonovský tunel). Południową (dolną) granicę wyznacza zasięg winnic należących do wsi Hrušov.

## Historia
Rezerwat został powołany w 1954 r. Nowelizowany rozporządzeniem Ministerstwa Kultury Słowackiej Republiki Socjalistycznej nr 56/1984-32 z 30 kwietnia 1984 r. (z datą obowiązywania od 1 maja 1984 r.). Kolejna nowelizacja – decyzja Wojewódzkiego Urzędu Środowiska Naturalnego (KÚŽP) w Koszycach nr 7/2004 z 22 września 2004 r. (z mocą obowiązującą od 1 października 2004 r.).

## Charakterystyka
Rezerwat obejmuje najcenniejszą przyrodniczo część stromych, wystawionych ku południu, stromych zboczy Płaskowyżu Silickiego i częściowo Płaskowyżu Górnego Wierchu. Zbudowane są one z wapieni środkowego triasu. Skały te w wielu miejscach wychodzą na powierzchnię w postaci skalistych stopni, turniczek, grzebieni itp. Zbocza porośnięte są zespołami kserotermicznej roślinności, głównie w postaci lasostepu oraz suchych łąk. Dominującymi drzewami są dąb omszony, jesion mannowy, a towarzyszą im jarząb brekinia, jarząb mączny i klon polny. W podszycie występuje głównie dereń jadalny i młodociane osobniki wyżej wymienionych gatunków.
W runie najczęściej spotykanymi gatunkami są m.in. piaskowiec trawiasty, żarnowiec rozesłany, kosaciec niski, pragnia kuklikowata, dzwonek syberyjski, ostnica włosowata, nawrot czerwonobłękitny, przetacznik rozesłany i charakterystyczny dla O. Quercetalia pubescenti-petraeae miodownik melisowaty.
Spośród fauny rezerwatu szczególnym bogactwem wyróżniają się entomofauna i malakofauna.
We wschodniej części rezerwatu znajduje się wejście do Jaskini Hrušovskej.

## Cel ochrony
Powodem powołania rezerwatu jest potrzeba ochrony cennego przyrodniczo fragmentu lasostepu z dębem omszonym, jesionem mannowym oraz wielogatunkowymi zespołami krzaczastych zarośli i łąkowymi, dla celów naukowo-badawczych oraz dydaktyczno-wychowawczych.